# 比尔涅维尔
比尔涅维尔（法語：Bulgnéville，法語發音：[bylɲevil] ⓘ），又称比勒涅维尔，是法国大东部大区孚日省的一个市镇，属于讷沙托区。

## 地理
比尔涅维尔（48°12'26"N, 5°50'5"E）面积13.33 平方千米，位于法国大東部大區孚日省，该省份为法国东北部内陆省份，北起默兹省和默尔特-摩泽尔省，西接上马恩省，南至上索恩省和贝尔福地区省，东临上莱茵省和下莱茵省。
与比尔涅维尔接壤的市镇（或旧市镇、城区）包括：韦尔河畔芒德尔、莫维尔、桑多库尔、索尔叙尔-莱比尔涅维尔、叙里欧维尔、沃东库尔、欧赞维利耶、孔特雷克塞维尔、阿涅维尔和龙库尔。
比尔涅维尔的时区为UTC+01:00、UTC+02:00（夏令时）。

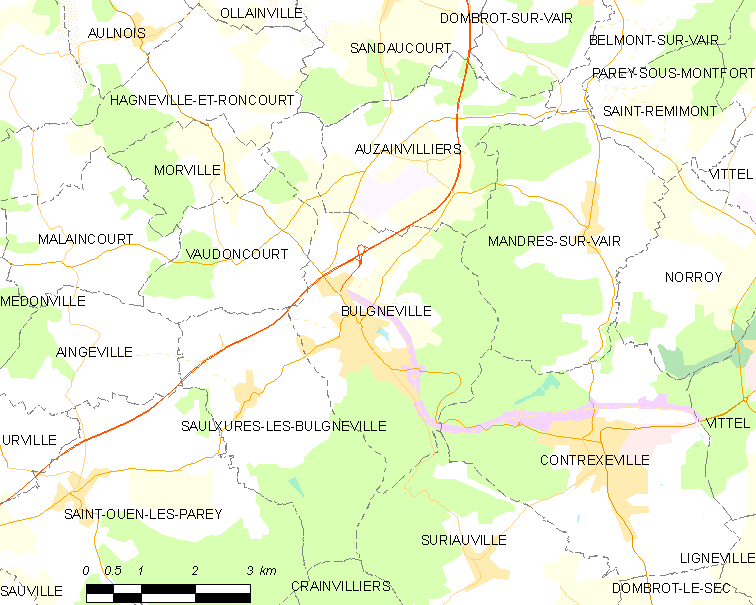
比尔涅维尔的OSM定位图

## 行政
比尔涅维尔的邮政编码为88140，INSEE市镇编码为88079。

## 政治
比尔涅维尔所属的省级选区为维泰勒县。

## 人口

1962-2008年间比尔涅维尔人口变化图示

比尔涅维尔于2022年1月1日时的人口数量为1523人。